# 小牧未侑
小牧未侑（日语：／ Komaki Miyu，2月26日—）是日本的女性聲優、演員、旁白，埼玉縣出身。曾屬Across Entertainment，2016年12月1日起為自由身。

## 人物
小時候喜歡看《新龍鳳配》，並被石塚理惠在《新龍鳳配》中飾演莎賓娜的演技所感動，並決定成為聲優。
喜歡的動畫作品是《網球王子》。

## 演出作品
※粗體字為主要角色。

### 電視動畫
2012年
- 聖靈家族（女2）

2015年
- 動畫鍛鍊！EX（早乙女靜乃[4]、女性工作人員）
- 我被抓到貴族女校當「庶民樣本」（英語教師、大小姐、女僕）

2016年
- B-PROJECT〜鼓動＊Ambitious〜（女性客）
- 動畫鍛鍊！XX（早乙女靜乃[5]）

2017年
- 青春歌舞伎（女學生、助手）
- 雛子的筆記（女子社員）
- 徒然喜歡你（柴崎繪里香）

2019年
- 路人超能100 II（小孩、客）
- 七大罪 眾神的逆鱗（歐隆迪）

2020年
- 七大罪 眾神的逆鱗（女子）

2021年
- 哥吉拉 奇異點（廣播、小孩B）
- 瓦尼塔斯的手札（姆魯[6]、米娜）
- 七大罪 憤怒的審判（歐隆迪）

2022年
- 瓦尼塔斯的手札 第2期（貞德的母親、研究員A）
- SPY×FAMILY間諜家家酒（哈妮公主）

2023年
- 文豪Stray Dogs 5th SEASON（廣播、機場廣播）
- 公司的小小前輩（女播音員）
- 葬送的芙莉蓮（小孩）

2024年
- 狩火之王 第2期（燠火家女僕）
- 七大罪 啟示錄四騎士（歐隆迪）

### 遊戲
2011年
- 歡迎來到BADEND城（真矢）

2014年
- 龍族創世紀（祭司女）
- 幻獸姬（索貝克、阿拉伐陀、琪琪莫拉、拉修奴、白澤[7]）
- 青春姬SCHOOL PRINCESS（水野愛里、瀨尾秋保[7]）
- 魔法少女（暫）／Maiden Craft（匙川真實）

2015年
- 碧藍幻想（婦人、女服務生）
- 投擲英雄（艾可蕾爾、帕美拉、賽爾比娜）

2016年
- 動畫鍛鍊！EX ～一起做呦！～（早乙女靜乃）
- 企業☆女孩（御影·不知火）
- 圓環之瘟疫大流行 code -S-（八社千惠美[8]）
- 燃燒奧德賽[9]

### 外語配音
2014年
- 星光大盜（艾蜜莉）[1]

2015年
- 我的遺憾男友（車智妍）[1]

### 電視連續劇
- 晨間劇 花子與安妮 飾演 花的同學（2014年3月31日－9月27日、NHK） [1]

### 音樂CD
| 發售日   | 名稱   | 演唱名義                                                                                                   | 歌曲名稱  | 商業搭配                       |
| 2013年   | 2013年 | 2013年 | 2013年    | 2013年                         |
| -------- | ------ | --- | --------- | ------------------------------ |
| 10月9日  |        | SecretGarden名義                                                                                           | 「」 「」 | 廣播《》片尾曲                 |
| 2015年   |        | |           |                                |
| 11月25日 |        | 星麻美（伊藤美來）、樋口繪里（和氣杏未）、早乙女靜乃（小牧未侑）、橘紫苑（長繩麻理亞）、平岡優（高尾奏音） | 「」 「」 | 電視動畫《動畫鍛鍊！EX》主題曲 |

## 外部連結
- 前事務所公開簡歷（日語）
- Myuu's♥Muse（Ameba） （页面存档备份，存于）（日語）
- 小牧未侑的X（前Twitter）（日語）